# Parasquillidae
Parasquillidae is een familie van kreeftachtigen uit de klasse van de Malacostraca (Hogere kreeftachtigen).

## Geslachten
- Faughnia Serène, 1962
- Parasquilla Manning, 1961
- Pseudosquillopsis Serène, 1962